# Teatro Juca Chaves
Teatro Juca Chaves é um teatro localizado na cidade de São Paulo.

## Crítica
Em 28 de setembro de 2014, foi publicado na Folha de S.Paulo o resultado da avaliação feita pela equipe do jornal ao visitar os sessenta maiores teatros da cidade de São Paulo. O local foi premiado com duas estrelas, uma nota "ruim", com o consenso: "O teatro, que fica em um hipermercado, é marcado pelo improviso. A ventilação usa ar-condicionado em um lado da sala e ventiladores do outro. O formato da plateia, em losango, prejudica a visão nas laterais. Do lado de fora, mais problemas. Os banheiros tinham forte mau cheiro e faltava luz nas cabines. Procurado, o teatro não se pronunciou."